# Leonida Neamțu
Leonida Neamțu (n. 26 august 1934, Soroca, județul Soroca, România – d. 27 octombrie 1991, Cluj-Napoca, România) a fost un poet și prozator român.

## Biografie
Fiul protopopului Vladimir Neamțu și al Ecaterinei (n. Panov), prof. Clasele primare la Vișeu (1941-1945) și gimnaziul la Sighet (1945-1949). Între 1951 și 1953 urmează secția rusă a Facultății de Filologie a Universității din Cluj. În același an este angajat la „Steaua“, de către A. E. Baconsky (mentorul spiritual al scriitorului). Debutează cu poezie în „Almanahul literar“ (1952), iar editorial cu volumul de versuri „Cântecul constelației“ (1960), căruia îi urmează placheta „Ochii“ (1962). 
Scriitorul se consacră apoi romanelor polițiste și de aventuri, multe apărute în colecții de profil („Aventura”, „Sfinx”, „Cutezătorii”,„Fantastic club”, „Scorpionul”), devenind, prin cele peste treizeci de cărți, unul dintre cei mai prolifici autori ai generației sale: „Celălalt prezent“ (1965); „Toporul de argint“ (1964; ed. II, 1967); „Frumusețea pietrei nevăzute“ (1965); „Aventură și contraaventură“ (1966); „Acolo unde vântul rostogolește norii“ (vol. I-II, 1966); „Febră de origine necunoscută“ (1967); „Chirie pentru speranță“ (1968); „Înotătorul rănit“ (1969); „Terra-Orr“ (1969); „Știi, Lavinia, caracatițele...“ (1970); „Moartea e ca o floare de «Nu-mă-uita»“ (1970); „Teroare pentru colonel“ (1971); „Jurnalul oficial al misiunii Scorbowsky, cele patru caiete și contrajurnalul“ (1971); „Acoperiș cu demoni“ (1973); „Casa Isolda sau cutremurul“ (1973); „Blondul împotriva umbrei sale“ (1973); „Norii de diamant“ (1974); „Speranță pentru Marele Vis“ (1975); „Comoara locotenentului Balica“ (1975); „O meserie de premiant“ (1977); „Când moare inamicul cel mai bun“ (1977); „Narațiuni detective într-un tempo clasic, monoton“ (1978); „La Goulue dansează cu Chocolat“ (1979); „Speranță pentru speranță“ (1980); „Strania poveste a Marelui Joc“ (1982); „Legenda cavalerilor absenți“ (1984); „Balada Căpitanului Haag“ (1984); „Orhidee pentru Marifelis“ (1986); „Curbura dublă a infinitului“ (1988); „Sferele infinitului“ (1990); „Deodată, inevitabilul…“ (1990). 
Câteva titluri sunt dedicate copiilor: „Întoarcerea focului“ (1964); „Frumusețea pietrei nevăzute“ (1965); „Acolo unde vântul rostogolește norii“ (1966); „Comoara locotenentului Balica“ (1975; Premiul „Pana de aur”, acordat de revista „Cutezătorii“, în 1976). 
Un roman cvasimemorialistic este „Legenda cavalerilor absenți“ (1984). 
A colaborat la „Tânărul scriitor“, „Almanahul literar“, „Steaua“, „Tribuna“, „Luceafărul“ etc. 

## Opera literară
Lista lucrărilor lui Leonida Neamțu ordonate cronologic:
- Cântecul constelației 1960;
- Ochii, Editura Tineretului, 1963;
- Toporul de argint, Editura Tineretului, col. Aventura, 1964;
- Întoarcerea focului, Editura Tineretului, 1964;
- Frumusețea pietrei nevăzute, Editura Tineretului, 1965;
- Celălalt prezent, Editura Tineretului, 1965;
- Acolo unde vântul rostogolește norii, 2 vol., Editura Tineretului, 1966;
- Înotătorul rănit, Editura Tineretului, 1966;
- Aventură și contraaventură, Editura Tineretului, Colecția Cutezătorii, 1966;[6]
- Febră de origine necunoscută, roman SF, Editura pentru literatură, 1967;[7]
- Chirie pentru speranță, Editura Tineretului, 1968;
- Terra Orr, ESPLA, 1969;
- Știi, Lavinia, caracatițele ..., Editura Dacia, 1970;
- Jurnalul oficial al misiunii Scorbowsky, Editura Dacia, 1971;
- Teroare pentru Colonel, Editura Militară, 1971;
- Moartea ca o floare de "Nu mă uita", Editura Militară, 1972;
- Acoperiș cu demoni, Editura Militară, 1973;
- Blondul împotriva umbrei sale, colecție de povestiri SF, Editura Albatros, 1973;[8]
- Casa Isolda sau cutremurul, Editura Cartea Românească, 1973;
- Norii de diamant, Editura Dacia, 1974;
- Comoara locotenentului Balica, Editura Ion Creangă, 1975;
- Speranță pentru marele vis, Editura Albatros, 1975;
- Cînd moare inamicul cel mai bun, Editura Cartea Româneasca, 1977;
- O meserie de premiant, Editura Dacia, 1977;
- Narațiuni detective într-un tempo clasic, monoton, Editura Albatros, 1978;
- La Goulue dansează cu Chocolat, Editura Dacia, 1979;
- Speranță pentru Speranța, Editura Albatros, 1980;
- Strania poveste a Marelui Joc, Editura Dacia, 1982;
- Balada căpitanului Haag, Editura Albatros, 1984;
- Legenda cavalerilor absenți, Editura Dacia, 1984;
- Orhidee pentru Marifelis, Editura Dacia, 1986;
- Curbura dublă a infinitului, Editura Junimea, 1988;
- Deodată, inevitabilul ..., colecție de povestiri SF, Editura Albatros, 1990;[9]
- Sferele infinitului, roman SF, Editura Dacia, 1990;[10]